# Samuel B. Roberts (Schiff, 1986)
Die USS Samuel B. Roberts (FFG-58) war eine Fregatte der Oliver-Hazard-Perry-Klasse. Während eines Einsatzes im persischen Golf 1988 lief das auch Sammy B. genannte Schiff auf eine iranische Mine. Als Vergeltung dafür starteten die USA Operation Praying Mantis, bei der die iranische Marine mehrere Einheiten verlor. Nach der Reparatur war die Fregatte noch bis zu ihrer Außerdienststellung 2015 im Dienst.

## Technik
Die Samuel B. Roberts wird zu den sogenannten long-hull gezählt, d. h., sie ist etwa 138 Meter lang und 13 Meter breit. Der Tiefgang beträgt 7 Meter. Auf dem Schiff arbeiten etwa 236 Personen, davon etwa 215 Besatzungsmitglieder und 21 Angehörige der Helikopterbesatzungen (sechs Piloten, 15 Mann Wartungspersonal).

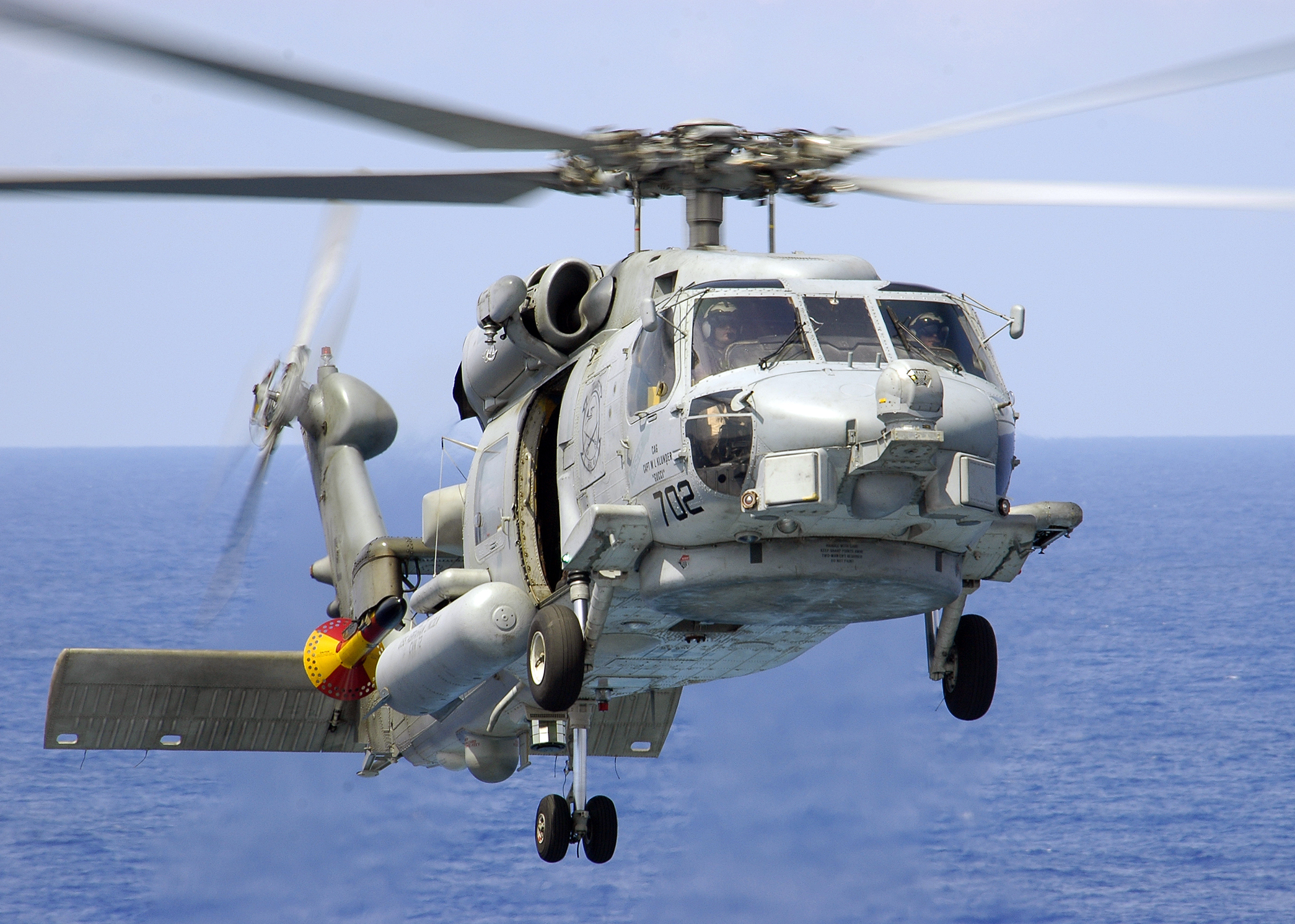
SH-60B Seahawk

Die Sammy B. war, wie alle Schiffe der Perry-Klasse, zunächst hauptsächlich als Geleitschiff zur Abwehr von Luft- und Seezielen konzipiert. Zu diesem Zweck war sie mit einem MK13-Starter für SM1-Raketen zur Luftabwehr und Harpoon-Raketen zur Bekämpfung von Seezielen ausgerüstet, der jedoch zu Beginn des 21. Jahrhunderts entfernt wurde.
Zur Seezielbekämpfung bleiben der USS Samuel B. Roberts noch ein  76-mm-Geschütz sowie zwei Drillings-Torpedorohre, die sich gegen U-Boote einsetzen lassen. Außerdem verfügt das Schiff über ein CIWS zur Abwehr von anfliegenden Seezielflugkörpern.
Zusätzlich befinden sich auf der Fregatte zwei SH-60 Seahawk-Helikopter, die sich zur Bekämpfung von Oberflächenzielen und U-Booten eignen und die mit Penguin-Antischiffsraketen sowie Torpedos ausgerüstet werden können.

## Name und Insigne

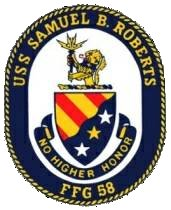
Insigne

Das Schiff ist nach dem Steuermann Samuel Booker Roberts benannt. Dieser wurde 1921 geboren und diente im Zweiten Weltkrieg unter anderem in der Schlacht um Guadalcanal. Als dort am 27. September 1942 eine Kompanie US-Marines von japanischen Soldaten eingekesselt wurde, starteten Freiwillige, unter ihnen Roberts, einen Angriff auf die japanischen Stellungen. Als dieser zu scheitern drohte, fuhr Roberts mit seinem Landungsboot direkt vor dem Strand auf und ab und lenkte die Japaner so lange genug ab, um die Evakuierung der Eingeschlossenen zu ermöglichen. Während seines Rückzuges wurde Roberts verwundet und starb am Tag darauf an den Folgen. Roberts erhielt posthum das Navy Cross, in der Navy wurden drei Einheiten nach ihm benannt.
Das Wappen der Sammy B. besteht aus einem Schild mit Helmschmuck, umrahmt mit dem Namen und der Kennung des Schiffes. Der Schild teilt sich in Marineblau und rot-gelb gestreift. Der wellige Übergang soll die Küste der Insel Guadalcanal symbolisieren, der rot-gelbe Teil dabei die eingekesselten Marines auf der Insel. Auf der blauen Seite befinden sich die Sterne, zwei Silberne und einer in Gold. Diese Sterne stehen für die Freiwilligen, die sich zur Rettung der Marines bereiterklärten, aber auch für die drei nach Roberts benannten Einheiten. Der goldene Stern soll dabei Roberts selbst beziehungsweise die aktuelle Fregatte darstellen. Die Helmzier besteht aus einem Löwen, der den Geist von Roberts symbolisieren soll, die roten Klauen und die Zunge stehen für seine Aufopferung für seine Kameraden. Der blaue Kragen deutet die Zuerkennung des Navy Cross an. Die Fackel in seiner Hand und die davon abgehenden Strahlen symbolisieren die Angriffsfähigkeiten moderner Kriegsschiffe.
Das Motto des Schiffes, “No higher Honor” (deutsch: „Keine größere Ehre“), leitet sich ab von einem Ausspruch des Kommandanten von USS Samuel B. Roberts (DE-413), der seinen Bericht über die Schlacht vor Samar mit den Worten abschloss:

“In the face of this knowledge, the men zealously manned their stations wherever they might be, and fought and worked with such calmness, courage, and efficiency that no higher honor could be conceived than to command such a group of men.”

„In Angesichte dieses Wissens bemannten die Männer eifrig ihre Kampfstationen, wo auch immer sie gewesen sein mögen, und kämpften und arbeiteten mit einer Ruhe, mit Mut und Effizienz, dass keine größere Ehre erdacht werden könnte als eine solche Gruppe von Männern zu befehligen.“

## Geschichte

### Bau
Die Gelder zum Bau der Samuel B. Roberts wurden 1982 genehmigt, die Kiellegung erfolgte am 21. Mai 1984 bei Bath Iron Works in Bath, Maine. Der Bau dauerte nur gut sechs Monate bis zum Stapellauf am 8. Dezember 1984. Die Testfahrten fanden Anfang 1986 statt, laut dem Navy’s Board of Inspection war das Schiff dabei eines der besten seiner Klasse (one of the cleanest [of its class] that the Board has seen). Die offizielle Indienststellung erfolgte am 12. April 1986, ihr erster Kommandant war Paul X. Rinn. Noch 1986 begannen die ersten Testfahrten.

### Einsätze im persischen Golf

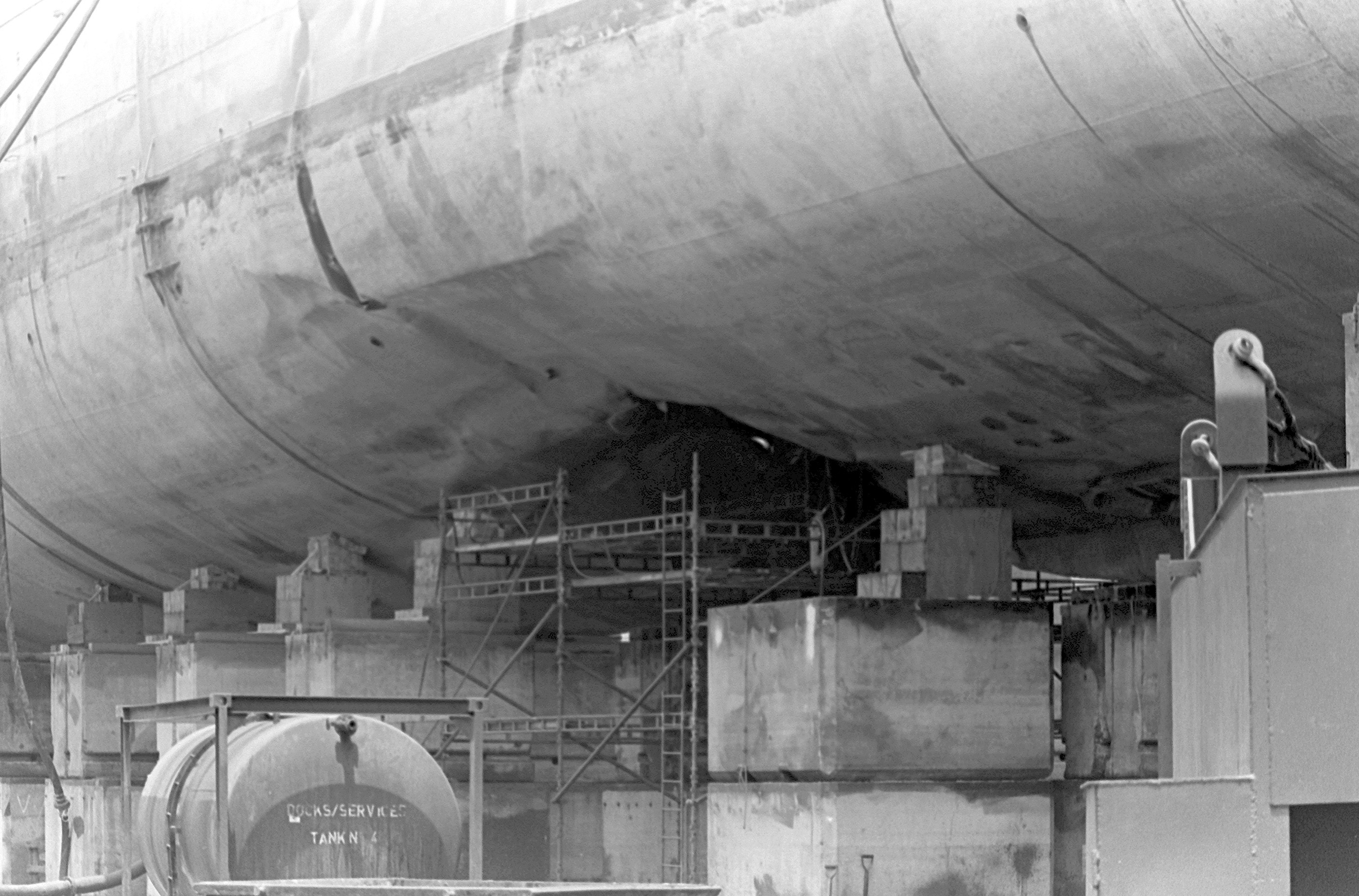
Der durch den Minentreffer verursachte Schaden

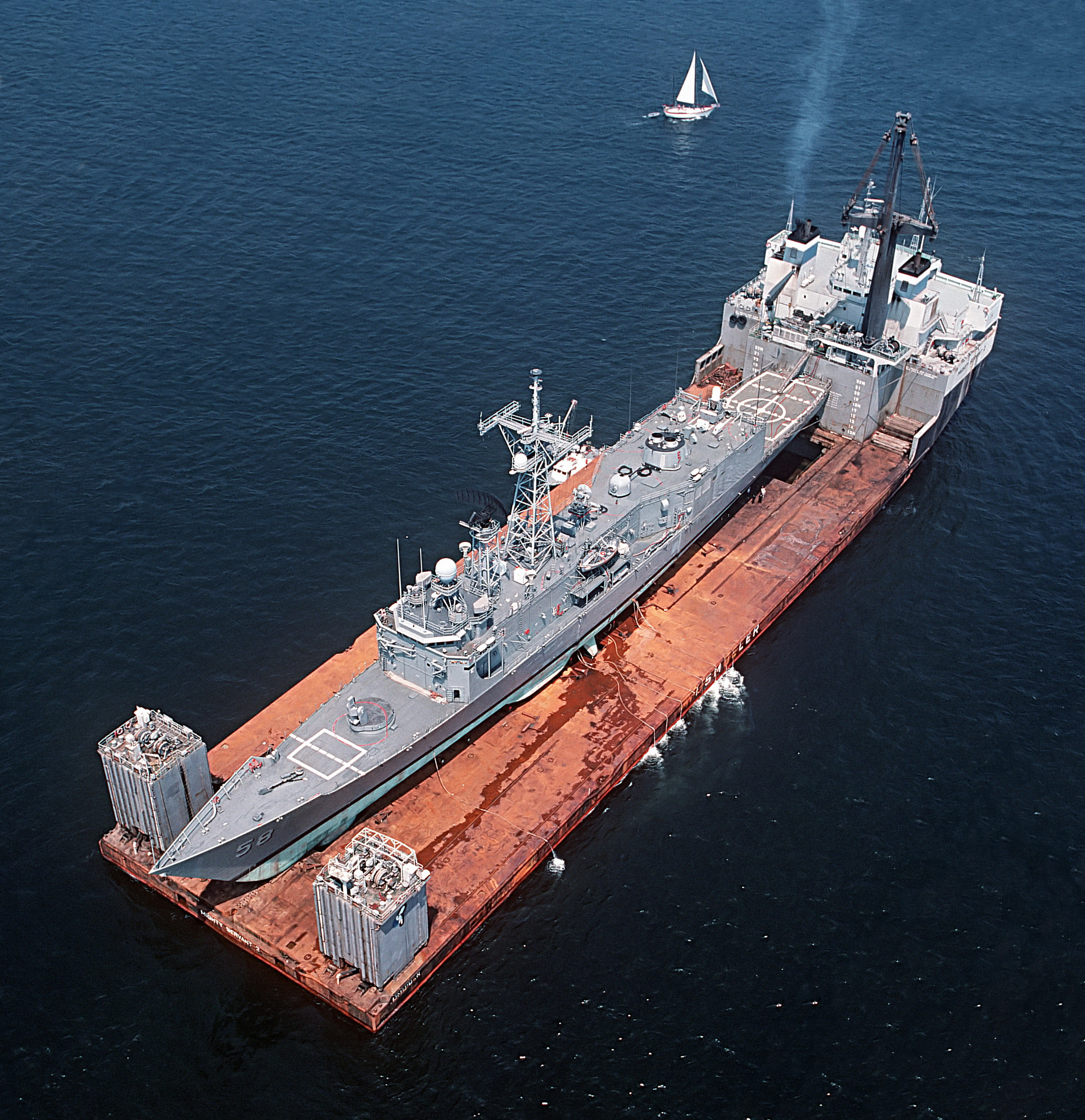
Die Sammy B. auf der Mighty Servant 2

Im Januar 1988 nahm die Sammy B. im persischen Golf an Operation Earnest Will teil, wobei während des Iran-Irak-Krieges kuwaitische Tanker sicher durch den Golf und die Straße von Hormus geleitet werden sollten.
Am 14. April lief das Schiff in internationalen Gewässern nordöstlich von Katar in einer Region, die noch wenige Tage vorher ohne Zwischenfall durchlaufen worden war, auf eine Seemine Typ M-08 aus sowjetischer Produktion. Die Mine sprengte ein ca. fünf Meter großes Loch in den Rumpf, dadurch wurde der Maschinenraum geflutet und beide Gasturbinen von ihren Halterungen gerissen. Die Mannschaft kämpfte sieben Stunden darum, dass das Schiff nicht auseinanderbrechen würde, was schließlich durch das Anschweißen von Stahlbändern gelang. Bei der Explosion sowie der Bekämpfung von Flutungen und Feuer wurden 69 Seeleute verletzt, zehn mussten evakuiert werden. Vier Verletzte mussten mit Verbrennungen nach Deutschland ausgeflogen werden, die anderen verblieben auf dem Schiff bzw. konnten wenige Tage später auf das Schiff zurückkehren.
Nachdem Minen aus dem Minenfeld mit der Islamischen Republik Iran in Verbindung gebracht worden waren, starteten die Vereinigten Staaten von Amerika als Vergeltung die Operation Praying Mantis, den größten seegestützten Militärschlag der US Navy seit dem Koreakrieg.
Die Samuel B. Roberts wurde nach Dubai geschleppt, wo der Schaden in einem Trockendock begutachtet wurde. Es wurde entschieden, dass das Schiff in den USA repariert werden sollte. Zu diesem Zweck wurde die Fregatte am 28. April ca. 60 Meilen aus dem Hafen geschleppt und auf die Mighty Servant 2, ein Dockschiff der niederländischen Firma Dockwise, geladen. Die MS2 transportierte die Sammy B. innerhalb eines Monats nach Maine zu Bath Iron Works, wo sie am 6. Oktober 1988 ins Trockendock geschleppt wurde. Dort wurde das Schiff wieder instand gesetzt, unter anderem wurde dazu die Maschinenraumsektion herausgetrennt und durch eine neu fabrizierte ersetzt. Die Ausdockung erfolgte am 1. April 1989.
Die Roberts verlegte nach den standardmäßigen Tests wiederum in den Golf und nahm an Operation Desert Shield und Operation Desert Storm teil. Unter anderem befuhr die Roberts während dieser Zeit auch das Rote Meer, wo sie Frachter abfing und einige davon durchsuchte. Darunter war auch die unter deutscher Flagge fahrende Red Sea Energy, die nach Jemen unterwegs war und laut Ladepapieren 246 Eisenbahnwaggons geladen hatte, von denen 86 unzugänglich waren. Das Schiff wurde zur Untersuchung in einen Hafen geschleppt.
1996 führte die Samuel B. Roberts Übungen mit der Kampfgruppe um den Flugzeugträger George Washington durch. Im Anschluss daran wurde sie für ein halbes Jahr zur Operation Southern Watch in den Golf verlegt. Auch 1998 operierte die Roberts in der Region, wobei sie ein iranisches Fischerboot in Seenot unterstützte und mehrere Fischer rettete.

### Spätere Einsätze

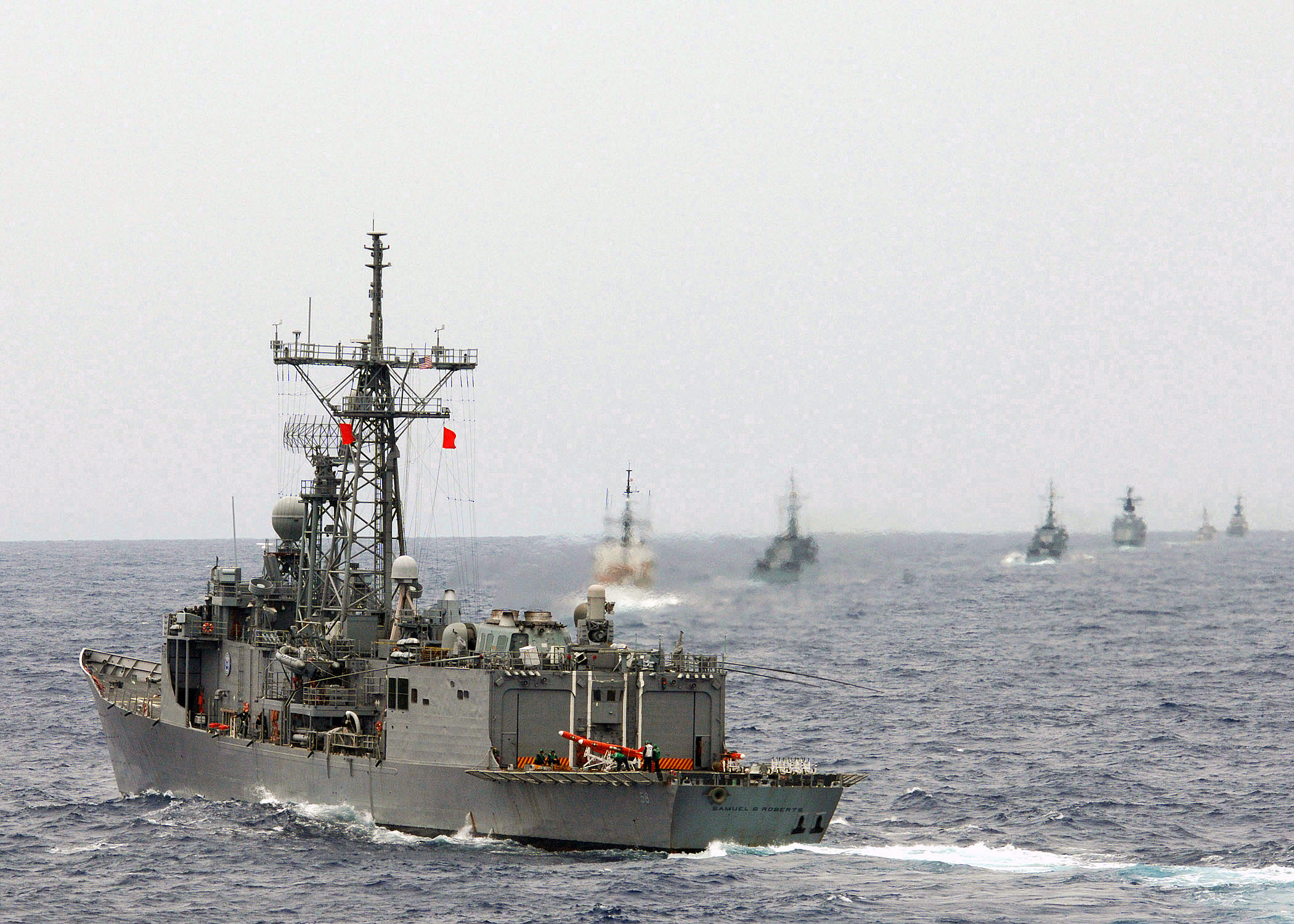
Die Roberts, 2005 in der Karibik

Anfang 2002 fuhr die Samuel B. Roberts als Teil der Standing Naval Forces Atlantic, also der stehenden Marineeinsatzkräfte im Atlantik der NATO, Richtung Westen. Als einzige amerikanische Einheit operierte die Roberts mit Schiffen aus den Marinen der anderen Mitgliedstaaten. Diese Unified Odyssey (dt.: Gemeinsame Odyssee) genannte Gruppe begab sich zur portugiesischen Insel Porto Santo, wo erste Übungen durchgeführt werden. Sie simulierte humanitäre Hilfe für von Erdbeben und Vulkanausbruch geplagten Inselbewohnern. Direkt danach fuhr die Gruppe Richtung Trondheim, Norwegen, wo sie eine Woche im Hafen verbrachte. Am 1. März begann die Übung Strong Resolve 2002, bei der die Samuel B. Roberts die norwegische Küste gegen Angreifer verteidigte. Nach der Übung lief die Roberts in den Hafen von Bergen ein, danach wurde eine Hafenliegezeit in Lissabon eingelegt.
Ab Mitte April nahm die Roberts an Operation Direct Endeavor teil, einer Einsatzfahrt im Mittelmeer in Unterstützung von Operation Enduring Freedom. Dabei wurde der Frachtverkehr von der Gruppe überwacht und weitergemeldet. Insgesamt wurden in den zwei Monaten über 600 Schiffe von Roberts überwacht. Am 5. Juli lief Sammy B. wieder in ihren Heimathafen in Florida ein.
Ab September 2003 wurde die Roberts im östlichen Pazifik zur Bekämpfung des Drogenschmuggels eingesetzt. Während des sechsmonatigen Einsatzes in den Gewässern Mittelamerikas und der Karibik führte die Besatzung der Sammy B. fünf Beschlagnahmungen von insgesamt 10,7 t Kokain durch und nahm 29 Schmuggler fest.
2005 nahm die Samuel B. Roberts an der Übung UNITAS 46-05 im Pazifik sowie in der Karibik teil. Dies war eine gemeinsame Übung der Marinen der USA, von Panama, Kolumbien, Chile, Ecuador sowie Peru. Der Zweck von UNITAS war die Verbesserung der Zusammenarbeit der Staaten in Marineoperationen, vor allem dem Abfangen von Schmuggelschiffen. Des Weiteren wurden auch U-Jagd sowie Luftverteidigung geprobt. Unter anderem wurden so genannten live-fire exercises, also Übungen mit scharfer Munition, abgehalten. Die Zieldrohnen wurden dabei von der Sammy B. gestartet.
Im Frühjahr 2007 fand, auch unter Beteiligung der Samuel B. Roberts, die Übung Partnership of Americas teil, an der neben Schiffen von süd- und mittelamerikanischen Marinen auch die bundesdeutsche Sachsen teilnahm. Ab Mai war die Fregatte dann an UNITAS 48-07 beteiligt, sie fuhr in einer Kampfgruppe mit Pearl Harbor, Mitscher und der chilenischen Almirante Latorre. Im September wurde die Fregatte zusammen mit dem amphibischen Angriffsschiff Wasp während der Hilfsaktion für vom Hurrikan Felix betroffene Menschen in Nicaragua eingesetzt. Die Helikopter der Schiffe brachten frisches Wasser und Nahrungsmittel an Land.
Anfang 2010 nahm die Roberts an Übungen mit afrikanischen Marinen teil und legte unter anderem in Lagos an. Während Übungen mit der nigerianischen Marine kollidierte sie dabei mit dem nigerianischen Kriegsschiff Burutu. Die Burutu befand sich auf Kollisionskurs und behielt diesen bei, bis beide Schiffe mit ihren Seiten aneinandergerieten. Die Roberts wurde daraufhin für 370.000 Dollar repariert und überholt, der Kommandant erhielt einen Verweis. Im Sommer 2011 nahm die Fregatte an der Übung Africa Partnership Station teil, bei der Soldaten afrikanischer Marinen auf ihr ausgebildet werden.
Am 2. Mai 2015 wurde die USS Samuel B. Roberts (FFG-58) außer Dienst gestellt.